# Newcastle West

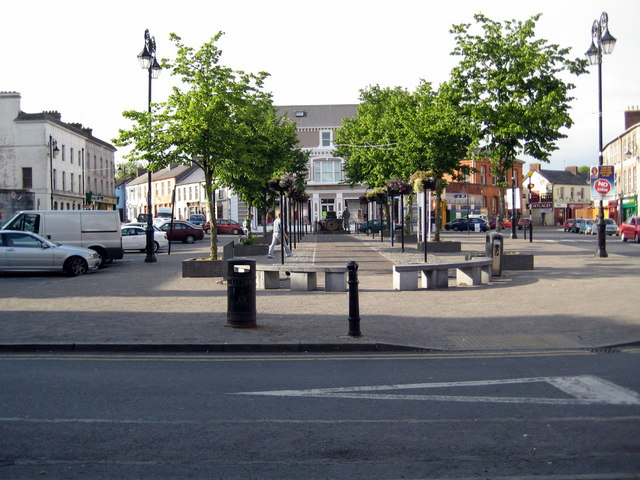

Newcastle West is een plaats in het Ierse graafschap County Limerick. De plaats telt 3938 inwoners.